# Pacificincola
Pacificincola är ett släkte av mossdjur. Pacificincola ingår i familjen Pacificincolidae.
Kladogram enligt Catalogue of Life:
| Pacificincola | \| \| Pacificincola aviculifera \| \| \| \| \| \| Pacificincola perforata \| \| \| \| |
|               | \| \| Pacificincola aviculifera \| \| \| \| \| \| Pacificincola perforata \| \| \| \| |
|               | Pacifincola                                                                           |
|               |                                                                                       |
|               | Pacificincola aviculifera                                                             |
|               |                                                                                       |
|               | Pacificincola perforata                                                               |
|               |                                                                                       |

|  | Pacificincola aviculifera |
|  |                           |
|  | Pacificincola perforata   |
|  |                           |